# Czarnowiec (województwo warmińsko-mazurskie)
Czarnowiec (niem. Schwarzenberg) – osada w Polsce położona w województwie warmińsko-mazurskim, w powiecie kętrzyńskim, w gminie Reszel. W latach 1975–1998 miejscowość administracyjnie należała do województwa olsztyńskiego.
Przy osadzie Czarnowiec, na wschód od wsi Biel znajduje się pagórek o wysokości 105 m, zwany Czarnogóra.

## Historia
Wieś powstała pod koniec XIX wieku. W latach dwudziestych XX wieku majątek ziemski w Czarnowcu o powierzchni 171 ha należał do Marii Wiliam.
Po II wojnie światowej w Czarnowcu powstał PGR, który przed likwidacją wchodził w skład Kombinatu PGR Sątopy z siedzibą w Sątopach-Samulewie. Kombinat PGR Sątopy powstał 1 lipca 1964 r., jako drugi w województwie olsztyńskim. W jego skład weszły gospodarstwa (PGR): Sątopy, Nisko, Wojkowo, Troksy, Mołdyty, Czarnowiec, Ryn Reszelski i Kolno. Do Zakładu Rolnego Czarnowiec należał obiekt produkcyjny w Bielu. W 1967 r. uzyskiwano średnio 3700-4000 litrów mleka od jednej krowy.

## Dwór
Dwór w Czarnowcu wybudowany został w pierwszych latach XX wieku. Dwór wzniesiony został na rzucie prostokąta i posiada nakrycie dachem naczółkowym. Na elewacji wzdłużnej budowla posiada trójosiowy ryzalit o dwóch poziomach użytkowych. Na elewacji bocznej znajduje się drewniany ganek. W czasie funkcjonowania PGR w budynku znajdowały się biura i mieszkanie pracownicze. Obecnie dwór jest własnością prywatną. Przy dworze znajduje się niewielki park.